# Carlo Ludovico Federico di Meclemburgo-Strelitz
Carlo Ludovico Federico di Meclemburgo-Strelitz (Strelitz, 23 febbraio 1708 – Mirow, 5 giugno 1752) fu membro della famiglia ducale di Meclemburgo-Strelitz e principe di Mirow.

## Biografia
Era il secondogenito di Adolfo Federico II di Meclemburgo-Strelitz, e della sua terza moglie, Cristiana Emilia di Schwarzburg-Sonderhausen.
Suo padre morì quando lui aveva solo tre mesi. Il suo fratellastro successe al padre come Adolfo Federico III, duca di Mecklenburg-Strelitz. Dopo la morte del padre ha vissuto in Mirow con la madre. In seguito ha frequentato l'Università di Greifswald in Pomerania.
Grande appassionato di musica, nel 1726 partì per un tour europeo per saperne di più. Dopo aver visitato Ginevra, l'Italia e la Francia si recò a Vienna ed entrò brevemente al servizio del Sacro Romano Impero come tenente colonnello prima di tornare a Mirow.
Sposò, il 5 febbraio 1735, a Eisfeld, Elisabetta Albertina di Sassonia-Hildburghausen, figlia di Ernesto Federico I di Sassonia-Hildburghausen.
Dopo aver lasciato l'esercito, Carlo ha vissuto con la sua famiglia nel castello di Mirow, trascorrendo la maggior parte del suo tempo a gestire le sue proprietà e partecipare all'educazione dei suoi figli.
Quando il suo fratellastro maggiore, Adolfo Federico III, morì nel dicembre 1752 senza un erede maschio, il figlio di Carlo Ludovico Federico, gli succedette con il nome di Adolfo Federico IV divenne duca di Meclemburgo-Strelitz.

## Discendenza
Carlo Ludovico Federico ed Elisabetta Albertina ebbero dieci figli:
- Cristina (1735-1794);
- Carolina (22 dicembre 1736);
- Adolfo Federico (1738-1794);
- Elisabetta Cristina (13 aprile 1739-9 aprile 1741);
- Sofia Luisa (16 maggio 1740-31 gennaio 1742);
- Carlo (1741-1816);
- Ernesto (1742-1814);
- Sofia Carlotta (1744-1818), sposò Giorgio III del Regno Unito;
- Gotthelf (29 ottobre 1745-31 ottobre 1745);
- Giorgio Augusto (1748-1785).

## Ascendenza
|                                                  |                                                |                                                  | Genitori                                                |  |  | Nonni |  |  | Bisnonni                             |  |  | Trisnonni                                  |  |
|                                                  |                                                |                                                  |                                                         |  |  |       |  |  | Giovanni VII di Meclemburgo-Schwerin |  |  | Giovanni Alberto I di Meclemburgo-Schwerin |  |
|                                                  |                                                |                                                  |                                                         |  |  |       |  |  | Giovanni VII di Meclemburgo-Schwerin |  |  | Giovanni Alberto I di Meclemburgo-Schwerin |  |
|                                                  |                                                | Anna Sofia di Hohenzollern                       |                                                         |  |  |       |  |  | Giovanni VII di Meclemburgo-Schwerin |  |  |                                            |  |
| Adolfo Federico I di Meclemburgo-Schwerin        |                                                |                                                  |                                                         |  |  |       |  |  | Giovanni VII di Meclemburgo-Schwerin |  |  |                                            |  |
|                                                  |                                                | Sofia di Holstein-Gottorp                        | Adolfo di Holstein-Gottorp                              |  |  |       |  |  |                                      |  |  |                                            |  |
|                                                  |                                                | Sofia di Holstein-Gottorp                        | Adolfo di Holstein-Gottorp                              |  |  |       |  |  |                                      |  |  |                                            |  |
|                                                  |                                                | Sofia di Holstein-Gottorp                        | Cristina d'Assia                                        |  |  |       |  |  |                                      |  |  |                                            |  |
| Adolfo Federico II di Meclemburgo-Strelitz       |                                                | Sofia di Holstein-Gottorp                        |                                                         |  |  |       |  |  |                                      |  |  |                                            |  |
|                                                  |                                                | Giulio Ernesto di Brunswick-Dannenberg           | …                                                       |  |  |       |  |  |                                      |  |  |                                            |  |
|                                                  |                                                | Giulio Ernesto di Brunswick-Dannenberg           | …                                                       |  |  |       |  |  |                                      |  |  |                                            |  |
|                                                  |                                                | Giulio Ernesto di Brunswick-Dannenberg           | …                                                       |  |  |       |  |  |                                      |  |  |                                            |  |
| Maria Caterina di Braunschweig-Dannenberg        |                                                | Giulio Ernesto di Brunswick-Dannenberg           |                                                         |  |  |       |  |  |                                      |  |  |                                            |  |
|                                                  |                                                | Maria dell'Osterfriesland                        | …                                                       |  |  |       |  |  |                                      |  |  |                                            |  |
|                                                  |                                                | Maria dell'Osterfriesland                        | …                                                       |  |  |       |  |  |                                      |  |  |                                            |  |
|                                                  |                                                | Maria dell'Osterfriesland                        | …                                                       |  |  |       |  |  |                                      |  |  |                                            |  |
| Carlo Ludovico Federico di Meclemburgo-Strelitz  |                                                | Maria dell'Osterfriesland                        |                                                         |  |  |       |  |  |                                      |  |  |                                            |  |
|                                                  | Antonio Günther I di Schwarzburg-Sondershausen | Cristiano Günther I di Schwarzburg-Sondershausen |                                                         |  |  |       |  |  |                                      |  |  |                                            |  |
|                                                  | Antonio Günther I di Schwarzburg-Sondershausen | Cristiano Günther I di Schwarzburg-Sondershausen |                                                         |  |  |       |  |  |                                      |  |  |                                            |  |
|                                                  | Antonio Günther I di Schwarzburg-Sondershausen | Anna Sibilla di Schwarzburg-Rudolstadt           |                                                         |  |  |       |  |  |                                      |  |  |                                            |  |
| Cristiano Guglielmo di Schwarzburg-Sondershausen | Antonio Günther I di Schwarzburg-Sondershausen |                                                  |                                                         |  |  |       |  |  |                                      |  |  |                                            |  |
|                                                  |                                                | Maria Maddalena del Palatinato-Zweibrücken       | Giorgio Guglielmo del Palatinato-Zweibrücken-Birkenfeld |  |  |       |  |  |                                      |  |  |                                            |  |
|                                                  |                                                | Maria Maddalena del Palatinato-Zweibrücken       | Giorgio Guglielmo del Palatinato-Zweibrücken-Birkenfeld |  |  |       |  |  |                                      |  |  |                                            |  |
|                                                  |                                                | Maria Maddalena del Palatinato-Zweibrücken       | Dorotea di Solms-Sonnenwalde                            |  |  |       |  |  |                                      |  |  |                                            |  |
| Cristiana Emilia di Schwarzburg-Sondershausen    |                                                | Maria Maddalena del Palatinato-Zweibrücken       |                                                         |  |  |       |  |  |                                      |  |  |                                            |  |
|                                                  |                                                | Alberto Federico I di Barby-Mühlingen            | …                                                       |  |  |       |  |  |                                      |  |  |                                            |  |
|                                                  |                                                | Alberto Federico I di Barby-Mühlingen            | …                                                       |  |  |       |  |  |                                      |  |  |                                            |  |
|                                                  |                                                | Alberto Federico I di Barby-Mühlingen            | …                                                       |  |  |       |  |  |                                      |  |  |                                            |  |
| Antonia Sibilla di Barby-Mühlingen               |                                                | Alberto Federico I di Barby-Mühlingen            |                                                         |  |  |       |  |  |                                      |  |  |                                            |  |
|                                                  |                                                | Sofia Ursula di Oldenburg-Delmenhorst            | …                                                       |  |  |       |  |  |                                      |  |  |                                            |  |
|                                                  |                                                | Sofia Ursula di Oldenburg-Delmenhorst            | …                                                       |  |  |       |  |  |                                      |  |  |                                            |  |
|                                                  |                                                | Sofia Ursula di Oldenburg-Delmenhorst            | …                                                       |  |  |       |  |  |                                      |  |  |                                            |  |
|                                                  |                                                | Sofia Ursula di Oldenburg-Delmenhorst            |                                                         |  |  |       |  |  |                                      |  |  |                                            |  |